# Kraftwerk Samina
Das Kraftwerk Samina ist ein Pumpspeicherkraftwerk und eines von mehreren Wasserkraftwerken der Liechtensteinischen Kraftwerke mit Sitz in Schaan in Liechtenstein. Das Kraftwerk (Maschinenhaus) selbst befindet sich in Vaduz.
Das Kraftwerk Samina nutzt den Höhenunterschied vom Saminatal zum Speicher Vaduz (Kavernenspeicher) mit etwa 835 Höhenmetern.

## Geschichte und Verwendung
Die Liechtensteinische Bevölkerung stimmte dem Bau des Kraftwerkes Samina am 15. Juni 1947 in einer Volksabstimmung mit 84,8 % Ja-Stimmen zu. In Steg wurde ein Sammelbecken mit max. 61.800 m3 errichtet; von dort wurden Druckleitungen über eine Fallhöhe von 785 m zum Maschinenhaus in Vaduz geführt, in denen in der ersten Ausbaustufe zwei Maschinensätze mit je 3200 kW installiert waren. Die Baukosten wurden mit CHF 7,6 Millionen veranschlagt, es wurden jedoch ca. 2 Millionen mehr benötigt. Der Bau des Kraftwerks Samina war gleichzeitig auch der Grund für die Schaffung der Liechtensteinischen Kraftwerke. Am 1. Dezember 1949 wurde das Kraftwerk mit einem Generator in Betrieb genommen; der bisherige Import von elektrischer Energie von Feldkirch (Vorarlberg, Österreich) konnte eingestellt werden.
1951 wurde in Steg eine Pumpanlage (2 × 120 PS, max. 170 l/s) zur besseren Nutzung der vorhandenen Energie gebaut. 1950 wurde der zweite Generatorsatz und am 3. Mai 1955 der dritte Maschinensatz des Kraftwerks Samina in Betrieb genommen (je 3200 kW, Gesamtleistung nun 9600 kW). Das Kraftwerk Samina wurde ursprünglich für die vollständige Eigenversorgung des Fürstentums Liechtenstein konzipiert und konnte diesen Anspruch bis etwa Mitte der 1960er Jahre erfüllen. Zuletzt (vor dem Umbau) konnte das Kraftwerk Samina allerdings nur noch etwa 12 % des inzwischen stark gestiegenen Strombedarfs des Landes decken.
Im Zuge von Materialuntersuchungen der Druckleitung nach Vaduz wurde 2003/2004 festgestellt, dass mittelfristig ein erheblicher Sanierungsbedarf besteht. Dies gab den Ausschlag zur Prüfung von Alternativvarianten. Das alte Kraftwerk wurde am 3. Februar 2014 außer Betrieb genommen und das bisherige Maschinenhaus abgerissen.
Das Kraftwerk Samina wurde von 2011 bis 2015 von einem Speicherkraftwerk in ein Pumpspeicherkraftwerk umgebaut (Auftragsvolumen: etwa CHF 52 Millionen). Die Arbeiten am Pumpspeicherkraftwerk Samina (PSK) wurden im Oktober 2011 begonnen (davon etwa 35.000 Stunden an Tunnelarbeiten).
Die unterirdischen Speicherkavernen in Vaduz für das abgearbeitete Wasser wurde im Sprengvortrieb ausgebrochen (rund 50.000 m³ Gestein – Kalkstein, Kalzit – Vaduzer-Flysch). Der Zugangsstollen hat ein Gefälle von 15 % und ist etwa 90 m lang. Die vier Hauptstollen der Kaverne mit je 122 m werden durch zwei Querstollen verbunden.
Durch den Umbau zu einem Pumpspeicherkraftwerk wird die jährliche Energieabgabe besser der Energienachfrage in Liechtenstein angepasst und gleichzeitig der Wirkungsgrad  des Kraftwerks erhöht. Das seit 2015 in Betrieb genommene Pumpspeicherkraftwerk wurde zur Entlastung des Regelbetriebs der anderen Kraftwerke und insbesondere der Kraftwerke mit Energiegewinnung aus erneuerbaren Energien errichtet.
Das Samina Kraftwerk dient, neben der Erzeugung von Spitzen- und Regelenergie, der Wälzpumpspeicherung. Das Saminakraftwerk ist das stärkste Kraftwerk in Liechtenstein.

## Wasserrechte
Das Kraftwerk Lawena wurde bereits 1927 in Betrieb genommen. Gemäß § 3 des Gesetzes über die Liechtensteinischen Kraftwerke wurde die 1947 gegründete Anstalt öffentlichen Rechts (AöR) mit der Sacheinlage (Aktiva und Passiva) „des Landeswerkes Lawena, sowie Wasserrechte am Lawena-, Samina-, Malbun- und Valorschbach“, ausgestattet, wobei nach § 5 Abs 1 „das ausschliessliche Recht der Auswertung der Wasserkräfte des Saminabaches und dessen Zuflüssen (Malbunbach und Valorschbach) von der Quelle bis zur Landesgrenze“ bei den LKW liegt.

## Technische Daten
Trotz des Umbaus wird das Kraftwerk Samina nicht in der Lage sein, auch nur annähernd den elektrischen Energiebedarf in Liechtenstein zu decken. Es wird auch durch die Effizienzsteigerung nicht zu einer nennenswerten Steigerung der bisherigen Energieproduktion kommen.
Baubeginn war am 26. Oktober 2011. Inbetriebnahme des neuen Pumpspeicherkraftwerkes im Januar 2015, die offizielle Einweihung am 26./27. Juni 2015.

### Stausee Steg
- Stauziel: 1295 m.ü.M (wie bisher)
- Volumen: 130'000 m3 (wie bisher)[9]

### Hydraulische Daten
- Ausbaudurchfluss Turbinenbetrieb: 2000 l/s[10]
- Pumpbetrieb: 1000 l/s
- Bruttofallhöhe: 835,30 m
- Hangleitung Steg: 1558 m
- Druckstollen Steg – Masescha: 1964 m
  - Durchmesser: 900 mm (Gussrohre[11])
- Rohrleitung Masescha – Vaduz: 2046 m
  - Durchmesser: 900 mm (Stahl)
- Turbinen: 2 zweidüsige Peltonturbinen
- Seehöhe Turbinenachse: 459,7 m. ü. M.

### Elektrische Leistung
- Turbinenbetrieb: 2 × 7500 kW
- Pumpbetrieb Vorpumpen: 2 × 400 kW
- Pumpbetrieb Hauptpumpen: 2 × 5000 kW
- Generatorenhersteller: Fa. ELIN

### Unterwasserspeicher Vaduz (Kavernenspeicher)
Der Unterwasserspeicher ist  nicht wie üblich bei Pumpspeicherkraftwerken ein offenes Becken, sondern eine unterirdische Kaverne, die hier aufgrund der besonderen geologischen Verhältnisse realisiert werden konnte:
- Bauzeit: 14 Monate
- Baubeginn: Herbst 2011
- Länge: ca. 750 m
- Ausbruch Gesteinsmaterial (Festvolumen): ca. 60'000 m3
- Spritzbeton: ca. 4500 m3
- Fels-Anker: 2600
- Speichervolumen: 40'000 m3
- Wasserstand max.: 455,15 m. ü. M.
- Wasserüberlauf: 456,71 m. ü. M.
- Ableitung: Giessen – Binnenkanal – Rhein max 1000 l/s

### Technische Daten altes Kraftwerk
In Betrieb von 1949 bis 2014. Quelle der Angaben: Liechtensteinische Kraftwerke
- Installierte Leistung (1955) 3 × 3200 kW
- Baujahr 1949+1950+1955
- Generatorspannung: 10.000 V
- Generatorhersteller: BBC
- Drehzahl: 1000/min
- Turbine: Pelton
- Turbinenhersteller: Escher Wyss AG
- Höhe Fassung / Sammelschacht: 1295,5 m. ü. M.
- Höhe Wasserschloss: 1270 m. ü. M.
- Höhe Kraftwerk: 457 m. ü. M.
- Bruttogefälle: 835 m
- Länge Hangleitung / Stollen: 1558+1964 m
- Durchmesser Hangleitung: 1000/1200/1800 mm
- Speicher-Energieinhalt: 200'000 kWh
- Speichervolumen: 130'000 m3
- Länge Druckleitung: 2011 m
- Durchmesser Druckleitung: 700/650/600 mm
- Maximale Durchflussmenge: 1500 l/s
- Einzugsgebiet: 12,9 km2 (Valünatal) und 9,8 km2 (Malbuntal)
- Auslastung / Jahr: 4880 Stunden
- mittl. Jahresproduktion: 47,6 GWh
- Jahresproduktion im Jahr 2000: 55,4 GWh

## Kritik
Das Pumpspeicherkraftwerk ist, nachdem nach dem Umbau zumindest eine Restwassermenge in der Samina verbleiben muss, diesbezüglich ökologisch ein Fortschritt. In Bezug auf den Import von billiger elektrischer Energie für die Pumpspeicherung aus dem Ausland (Braunkohlekraftwerke, Atomkraftwerke) hingegen sei das Samina Kraftwerk lt. der Umweltorganisation LGU eine "Mogelpackung" und liefere keine nachhaltig gewonnene Energie.